# 朱利安·沃尔什
朱利安·伊茹米·沃尔什（英語：Julian Jrummi Walsh，1996年9月18日—）是一名代表日本参赛的混血田径运动员，主攻400米赛跑。他的父亲是牙买加人，母亲是日本人。沃尔什3岁时移居日本，之后在那里成长。他在中学时由于所在学校田径部被废除，他只能加入篮球部。2012年，正就读高中1年级的他开始接受了正式的田径训练，当时他周围并没有任何参加过正式比赛的教练。在升入高中2年级后，情况出现转机，他开始师从曾参加国民体育大会的武井智巳，在那之后，他的水平有所提高。2013年7月，他在县西部地区国民体育大会400米项目中跑出50秒16的成绩。同年秋，他首次在该项目闯入49秒，高中3年级时，他在全国高等学校综合体育大会北关东预选赛上以46秒98的成绩获得第一名，成功取得正赛资格。后来，他被日本田径联盟选中，得以代表日本参加世界青年田径锦标赛男子4×400米接力赛事，最终他和队友获得该项目银牌。2016年，他在日本田径锦标赛男子400米项目上以45秒35的成绩获得第一名，这一成绩达到了奥运参赛资格标准成绩（45秒40），当时仅有4年的田径参赛经历的他也因此成功获得里约奥运参赛资格。

## 外部連結
- 朱利安·沃尔什在的頁面
- 朱利安·沃尔什的X（前Twitter）